# ビッグ・フィッシュ
『ビッグ・フィッシュ』（原題: Big Fish）はティム・バートン監督による2003年作のファンタジー映画。ダニエル・ウォレス（Daniel Wallace）のベストセラー『ビッグフィッシュ - 父と息子のものがたり』を原作にジョン・オーガストが脚色した。劇場公開翌年の2004年に第76回アカデミー賞作曲賞にノミネートされた。
2013年にミュージカル作品が初演（後述）。

## 概要
前年に父を亡くし、子供を授かったティム・バートンの自身の物語とも取れる作品。次作の『チャーリーとチョコレート工場』と同様に、父と子の和解というテーマが根底にあり、この作品で新境地を開いた。
老エドワードの語る、若き日のおとぎ話のような回想シーンと、彼が病で死にゆく現実のシーンとが交互に描かれる。回想シーンは非常に華やかな色調で、バートンの常の手法であるファンタジー性が押し出されている一方、現実シーンは落ち着いたトーンで作られた対比構造が顕著である。常のように奇矯な人物は数多く登場するが、現実世界をそのまま舞台として描いた作品は実質初となる。
タイトルである『ビッグ・フィッシュ』は、誰も信じないホラ話という意味合いの言葉でもあるが、クライマックスでそれが効果的に演出されている。

## あらすじ
身重の妻ジョセフィーンと暮らすジャーナリストのウィル・ブルーム。彼の父エドワード・ブルームは自らの人生を巧みに語って、聞く人を魅了するのが得意だ。ウィル自身も幼い頃は父の奇想天外な話が好きだったが、年を取るにつれそれが作り話であることに気づき、いつしか父の話を素直に聞けなくなっていた。3年前の自分の結婚式にエドワードが息子ウィルの生まれた日に巨大な魚を釣った話で招待客を楽しませた時、不満が爆発する形でウィルは父に今夜の主役は自分であると訴え、父は自慢の息子の結婚式を盛り上げるためだったが裏目に出てしまい、ウィルは一方的に父と疎遠になる。
そんなある日、母サンドラから父が病で倒れたと知らせが入る。ウィルは妻ジョセフィーンと共に実家へと戻る。しかし、病床でジョセフィーン相手に、ホラ話を語り出す父と、本当の父を知りたいと葛藤する息子は理解し合えぬままだった。
『エドワードは若い頃から楽天的で人を幸せにする事が大好きだった。幼いとき、街のお化け屋敷の魔女の眼帯に隠された片目で、自分の最後を知ったため怖いもの知らずでもあった。ある日、住んでいる街に5メートルもある巨人カールが現れた。住民を怯えさせるカールを説得して二人で生まれ故郷を出る事になった。途中、森の奥に夢のように美しい「スペクター」という街を迷い込む。住人が裸足のため少女に靴を取られる。街を出たあとカールと寄ったサーカス団で運命の女性と出会った。彼女の素性を教えてもらう為、サーカスに入団する。実は狼男だったキャロウェイ団長を助け、ついに運命の女性＝サンドラと再会を果たす。しかし、サンドラは別の男性とすでに婚約していた。諦められないエドワードはあの手この手でアプローチを繰り広げ、やっと結婚できたエドワードだったが、戦時招集を受けて兵役を受けることになった。兵役の期間を短縮するため、あえて命懸けの任務を受け敵国軍の慰問会場にパラシュート潜入。目的の書類を奪取すると下半身が一つの双子の美女歌手を味方につけて、敵国からの脱出を図り、行方不明で戦死通知を受けて悲しみに暮れるサンドラの前に、笑顔で生還を果たした。退役後、ロボットハンドのセールスの仕事をしていると、スペクターの住民だったノザーの銀行強盗の片棒を担がされるが、銀行強盗が儲からないと説得すると、ノザーはウォール街の投資家となり大金持ちになった。ノザーの多額の謝礼で白い柵の現在の家を手に入れた……』
父の荷物を整理していたウィルは古い証書を見つけると、エドワードの過去を聞くために、証書に名前の記された女性ジェニファーに会いに行く。お化け屋敷のような場所に1人で住むジェニファーからホラ話の続きを聞いた。
『セールス帰りのエドワードは信じられないくらいの大雨をくらい、車ごと人魚のいる湖底まで沈んでしまう。翌日、水が引いたそこは不況で荒廃した「スペクター」だと気がついた。エドワードは知り合いを説得し資金を集めて「スペクター」の再建に奔走した。見落としていたボロ屋敷に住んでいた頑固なジェニファーも説得し、屋敷もリフォームした、そんな一途なエドワードをジェニファーも愛してしまうが、妻子のために不貞関係を受け入れず、エドワードは昔のように美しくなった「スペクター」の街から去っていき二度と戻ってこなかった。ジェニファーはかつてエドワードから靴を奪った少女で、愛されなかったジェニファーは屋敷とともに年老いて、化け屋敷の魔女となった……』

ジェニファーの話から、エドワードが多くの人に愛され、妻子を深く愛していたことを知る。
ウィルが家に戻ると、エドワードが入院し危篤状態になっていた。一人付き添いをするウィルにベネット医師が本当の話をする。
『ウィルが生まれる日に、エドワードはセールス出張をしており出産に立ち会えなかった。そのことをずっと悔やんでいた』だから、ビックフィッシュのホラ話をしているのではないかと語った。
夜中、危篤のエドワードが意識を取り戻し、息も絶え絶えにウィルに自分の最期の話をしてくれと頼む。ウィルは父の頼みを聞いてホラ話の結末を考えた。
『翌朝、元気になったエドワードはウィルとともに急いで病院を抜け出す。邪魔するものを躱してカーチェイスの末に川に着くと、エドワードに関わったすべての人々が待っている。ウィルに抱えられて笑顔で別れを告げるエドワード。それをみんな笑顔で見送る。川にはサンドラが待っていた。エドワードは口から婚約指輪を出してサンドラに渡し、水中で「ビッグフィッシュ」となり、そしてビッグフィッシュは川を泳いで去っていった。』
ウィルの話に満足してエドワードは息を引き取った。
エドワードの葬式に、これまでホラ話だと思っていた人々がたくさん集まってくる。容姿は誇張されていたが、実際にあったことを面白おかしく話していたのだ。
数年後、実家のプールで遊んでいるウィルの息子は友達に「おじいさんは5メートルの大男と戦ったことがあるんだ」と自慢すると、ウィルは「そうだよ」と答えるのであった。

## キャスト
| 役名                         | 俳優                        | 日本語吹き替え | 日本語吹き替え |
| 役名                         | 俳優                        | ソフト版       | 機内上映版     |
| ---------------------------- | --------------------------- | -------------- | -------------- |
| エドワード・ブルーム（回想） | ユアン・マクレガー          | 森川智之       | 内田夕夜       |
| エドワード・ブルーム         | アルバート・フィニー        | 石田太郎       |                |
| ウィル・ブルーム             | ビリー・クラダップ          | 平田広明       |                |
| サンドラ・ブルーム           | ジェシカ・ラング            | 唐沢潤         |                |
| サンドラ・ブルーム（回想）   | アリソン・ローマン          | 片岡身江       |                |
| ジェニファー・ヒル / 魔女    | ヘレナ・ボナム＝カーター    | 佐藤しのぶ     |                |
| ジョセフィーン・ブルーム     | マリオン・コティヤール      | 阿部桐子       | 塩山由佳       |
| 巨人カール                   | マシュー・マッグローリー    | 宝亀克寿       |                |
| 町長                         | チャールズ・マクローホーン  | 伊井篤史       |                |
| ダーマン                     | ルードン・ウェインライト3世 | 大川透         |                |
| ミルドレッド                 | ミッシー・パイル            |                |                |
| エージェント                 | ディープ・ロイ              |                |                |
| ベネット医師                 | ロバート・ギローム          | 側見民雄       |                |
| ノザー・ウィンズロー         | スティーヴ・ブシェミ        | 檀臣幸         | 青山穣         |
| エーモス・キャロウェイ団長   | ダニー・デヴィート          | 北川勝博       | 後藤哲夫       |
| ドン・プライス               | デヴィッド・デンマン        | 大川透         |                |

- 日本語版制作スタッフ（ソフト版）
その他声の出演：斎藤恵理、井浦愛、鶴博幸、寺田はるひ、三戸崇史、谷井あすか、きのしたゆうこ
演出：向山宏志、翻訳：佐藤一公、調整：高久孝雄
日本語版制作：東北新社

## 書誌情報
- ダニエル・ウォレス『ビッグフィッシュ―父と息子のものがたり』小梨直訳、河出書房新社、2000年、ISBN 978-4309203355
- ダニエル・ウォレス、ジョン・オーガスト『ビッグ・フィッシュフィルムブック』目黒条訳、河出書房新社〈Kawade cinema books〉、2004年、ISBN 978-4309267364

## 舞台
ミュージカル『ビッグ・フィッシュ』は、本映画を原作として、ジョン・オーガストの脚本、アンドリュー・リッパの詞・音楽、スーザン・ストローマンの演出・振付によってミュージカル化され、2013年にアメリカのシカゴで初演、のちにブロードウェイで上演。日本では2017年に上演。演出は白井晃が担当。

### 日本での公演
公演日程
- 初演

2017年2月7日-28日（日生劇場）
- 再演

2019年11月1日-28日（シアタークリエ）
2019年12月7、8日（刈谷市総合文化センターアイリス）
2019年12月12日-15日（兵庫県立芸術文化センター 阪急中ホール）
キャスト
- エドワード・ブルーム - 川平慈英
- ウィル・ブルーム - 浦井健治
- ヤング・ウィル（ウィル・ブルームの少年時代） - 初演：鈴木福 / りょうた（Wキャスト）[4]、再演：佐藤誠吾 / 佐田照（Wキャスト）
- サンドラ・ブルーム - 霧矢大夢
- ジョセフィーン・ブルーム - 夢咲ねね[注釈 2][5]
- ドン・プライス - 藤井隆
- ジェニー・ヒル - 鈴木蘭々
- エイモス団長 - ROLLY
- カール - 深水元基[6]
- 魔女 - JKim[6]
- ザッキー・プライス - 東山光明
- 人魚 - 小林由佳

### 日本での公演（宝塚歌劇団）
公演日程
- 初演[7]

2024年5月30日～6月16日（東急シアターオーブ）
キャスト
- エドワード・ブルーム - 礼真琴
- ウィル・ブルーム - 極美慎
- ヤング・ウィル（ウィル・ブルームの少年時代） - 茉莉那ふみ
- サンドラ・ブルーム - 小桜ほのか
- サンドラ・ブルーム（若い頃） - 詩ちづる
- ジョセフィーン - 星咲希
- ドン・プライス - 蒼舞咲歩
- ジェニー・ヒル - 白妙なつ
- ジェニー・ヒル（若い頃） - 鳳花るりな
- エイモス団長 - 碧海さりお
- カール - 大希颯
- 魔女 - 都優奈
- ザッキー・プライス - 夕陽真輝
- 人魚 -  希沙薫